# Ахалкалакский уезд

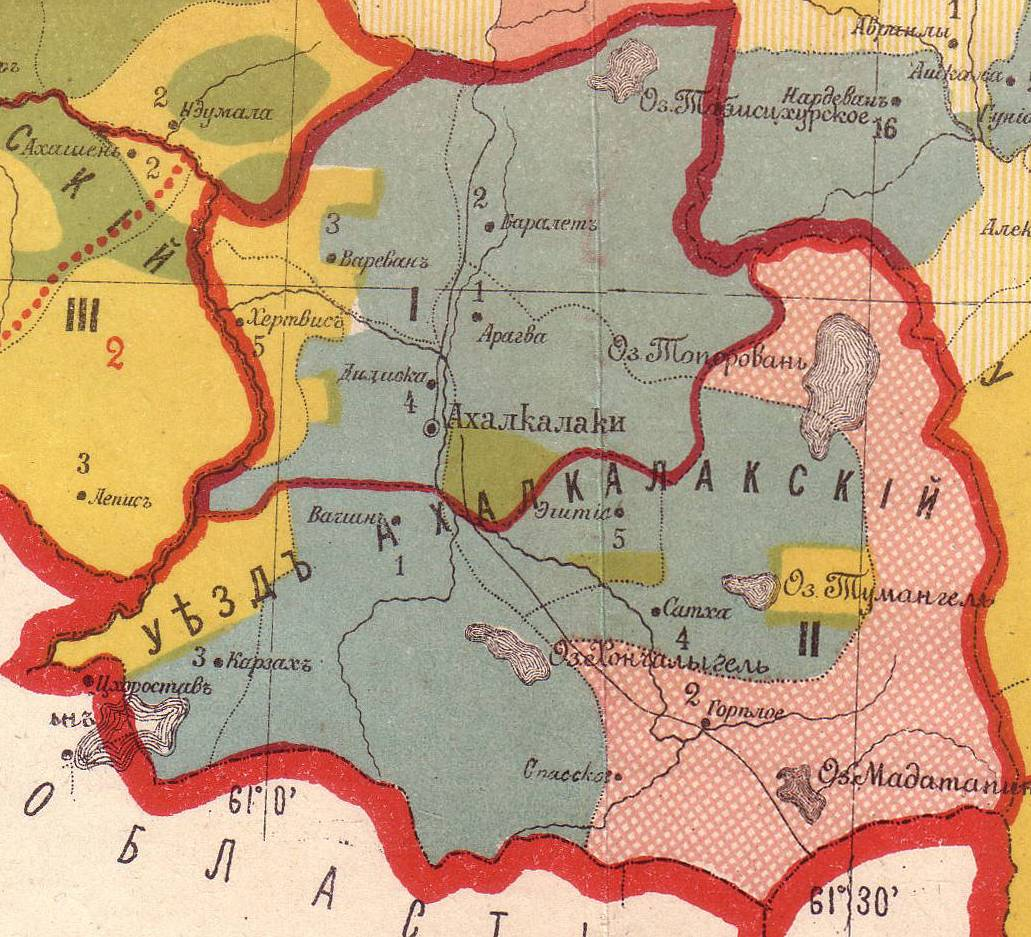
Ахалкалакский уезд

Ахалкалакский уезд — административная единица в составе Тифлисской губернии Российской империи (1874-1918), ССР Грузии (1921-1930). Центр — город Ахалкалаки.

## География

### Географическое положение
Ахалкалакский уезд занимал юго-западную часть Тифлисской губернии; с 1880 года граничил на востоке с Борчалинским, на севере — с Горийским, на западе — с Ахалцихским уездами Тифлисской губернии, на юге — с Карской областью. Поверхность по различным источникам составляла от 2368,6 до 2462 кв. вёрст.

### Рельеф
Всё пространство уезда было возвышено, самая нижняя часть — долина Куры на юго-западе; она составляла здесь границу с Ахалцихским уездом, на юге границей служил Чалдырский хребет, на юго-востоке - Мадатаплынский (Мадатапинский) хребет, на северо-восточной границе находился Цихеджварский (Цихисджварский) хребет с горой Годореби (в источнике по ошибке - "Годобери") (3.200 м). Отроги гор направлялись и внутрь уезда и разделяли высокие нагорья (плато), из которых состояла значительная часть уезда. Самым обширным и высоким из них было Духоборье (около 2000 м над уровнем моря) на востоке уезда.

### Гидрография
В уезде насчитывалось несколько значительных озёр: Топоровань, Хончалы, Мадатапа.

## История
Ахалкалакский уезд составлял восточную часть Ахалцихского уезда Тифлисской губернии (до 1867 года — Кутаисской), от которого был отделен в 1874 году. В 1899 году уезд пострадал от Ахалкалакского землетрясения. В 1917 году предполагалось включить уезд в Александропольскую губернию, планы создания которой появились тогда же.

## Население
Согласно ЭСБЕ население уезда в 1887 году составляло 59 496 чел.
По данным первой всеобщей переписи населения Российской империи 1897 года в уезде проживало 72 709 чел. (грамотных — 6 035 чел. или 8,3 %). В уездном городе Ахалкалаки жителей — 5 440 чел.

#### Национальный состав
| Год  | Всего, чел. | Армяне          | Татары (азербайджанцы) | Грузины       | Великорусы (русские), малорусы (украинцы), белорусы | Осетины    | Аваро-андийские народы | Греки      | Турки        | Немцы       | Поляки      | Евреи        | Курды        | Чеченцы     | Персы       |
| ---- | ----------- | --------------- | ---------------------- | ------------- | --------------------------------------------------- | ---------- | ---------------------- | ---------- | ------------ | ----------- | ----------- | ------------ | ------------ | ----------- | ----------- |
| 1887 | 59 496      | 42 301 (71,1 %) | 6 082 (10,22 %)        | 3 690 (6,2 %) | 5 617 (9,44 %)                                      | ---        | ---                    | 62 (0,1)   | ---          | ---         | 3 (0,01 %)  |              | 689 (1,16 %) |             |             |
| 1897 | 72 709      | 52 539 (72,3 %) | 6 572 (9,0 %)          | 6 448 (8,9 %) | 5 453 (7,5 %)                                       | 4 (0,01 %) | 6 (0,01 %)             | 75 (0,1 %) | 296 (0,41 %) | 40 (0,06 %) | 145 (0,2 %) | 211 (0,29 %) | 810 (1,11 %) | 3 (<0,01 %) | 3 (<0,01 %) |

| Продолжение | Год  | Литовцы     | Мингрелы    | Молдаване и румыны | Кабардинцы  | Остальные   |
| ----------- | ---- | ----------- | ----------- | ------------------ | ----------- | ----------- |
| Продолжение | 1887 | ---         | ---         | ---                | 52 (0,09 %) | ---         |
| Продолжение | 1897 | 87 (0,12 %) | 3 (<0,01 %) | 3 (<0,01 %)        | ---         | 11 (0,02 %) |

По сословиям жители уезда распределялись следующим образом: дворян — 5, ханов, беков и агаларов — 253, духовенства — 1058, мещан — 21, крестьян — 58 147, крестьян собственников — 116, отставных и запасных нижних чинов с их семьями — 17.
К 1917 г. Из 125 000 жителей уезда армяне составляли 74 % населения (92,5 тысяч человек), при 8,75 тысячах мусульман (7 %) и 23,75 тыс. других национальностей.

## Административное деление
В 1913 году в состав уезда входило 11 сельских правлений и 2 участка:
| - Арагвинское — с. Арагва, - Баралетское — с. Баралета, - Вареванское — с. Аластан, - Вачианское — с. Большая Кондура, - Горельское — с. Горелое, - Дилискинское — с. Дилиска, - Карзахское — с. Карзах, | - Сатхинское — с. Сатха, - Спасское — с. Спасское, - Хертвисское — с. Хертвис, - Эштинское — с. Эштиа, - Баралетский участок — г. Ахалкалаки, - Богдановский участок — с. Богдановка, |

## Сельское хозяйство
В долинах и на менее высоких нагорьях жители с успехом занимались хлебопашеством, главным образом пшеницей; в Духоборье было так холодно, что хлеб родился плохо, и жители занимались скотоводством и извозом. Из промыслов замечательна лишь выделка глиняной посуды.

### Книги
- Дубровин Н. Ф. История войны и владычества русских на Кавказе: в 6 томах. — СПб.: Тип. Департ. уделов, 1871. — Т. 1, Кн. 1 : Очерк Кавказа и народов его населяющих. — 640 с.